# Leocomia fulva
Leocomia fulva är en insektsart som beskrevs av Metcalf och Bruner 1925. Leocomia fulva ingår i släktet Leocomia och familjen spottstritar. Inga underarter finns listade i Catalogue of Life.